# Jacob van Ruisdael

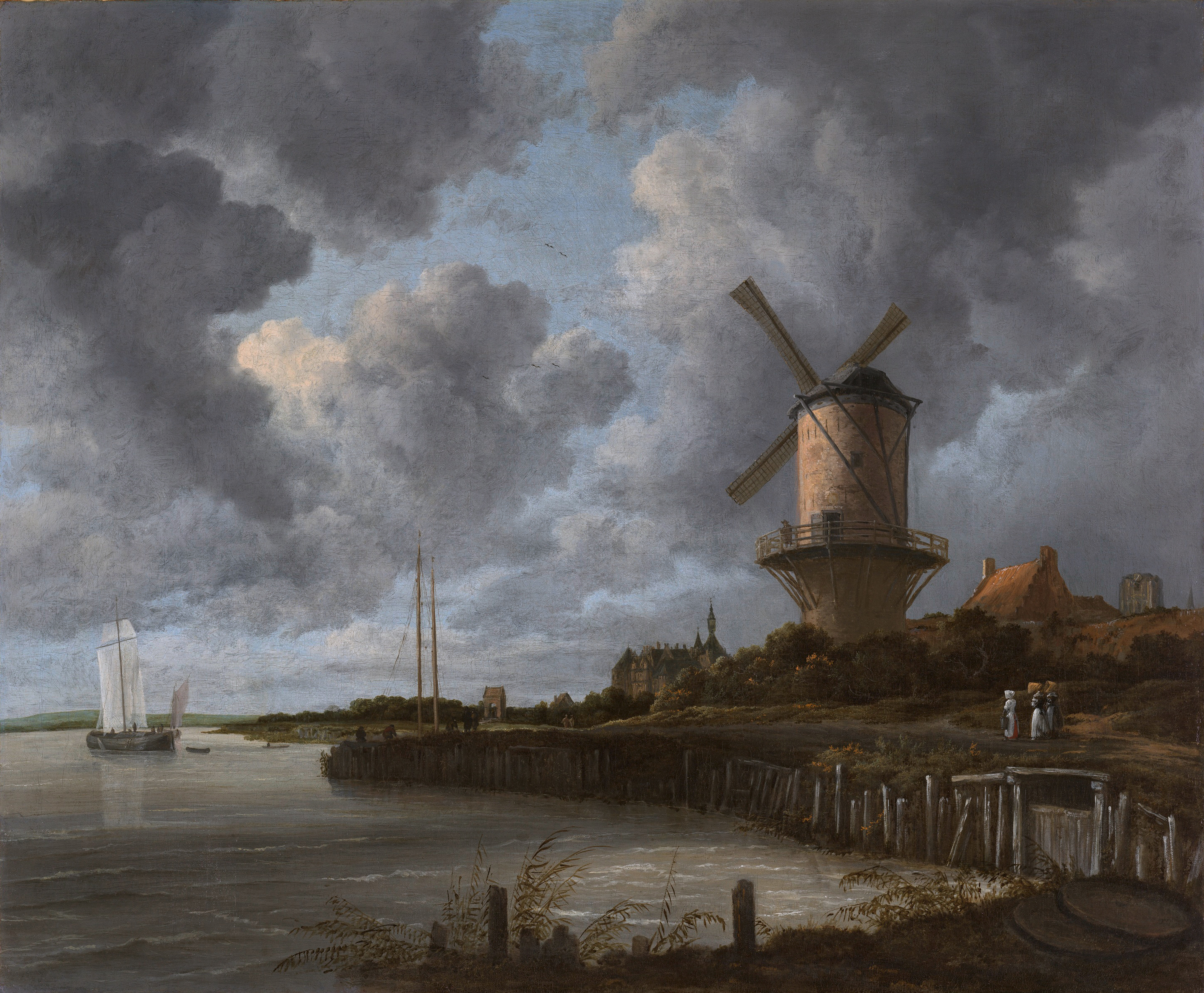
Wijki szélmalom (1670)

Jacob Isaackszoon van Ruisdael (ejtése: [jákob izákszón fan reüzdál]) (névváltozat: Jacob Isaacksz. van Ruisdael; névváltozat magyarul: Ruijsdael; Haarlem, 1628 körül — Amszterdam vagy Haarlem, 1682. március 14.) a holland festészet aranykorának egyik legsikeresebb tájképfestője.

## Életpályája
Életéről sokkal kevesebb adat maradt fenn, mint munkásságáról. Születési helye is ideje körül is viták folytak a szakirodalomban. Nagyon korán, már apjától, Isaack van Ruisdael-tól tanult festeni, majd Salomon van Ruysdael, a nagybátyja, a híres tájképfestő tanította. 1648-ban a festő céh tagja lett Haarlemben, s itt, majd Amszterdamban alkotott. Soha nem nősült meg. 
Az 1650-es évek közepén Németország nyugati részében is megfordult. Van Ruisdael művészete, akárcsak Rembrandté, bensőséges érzelmi vallomás. Nagyon nagy szeretettel festette a holland táj minden változatát, a mocsaras síkságokat, a vízeséseket, a hegyeket, az erdőket, az aranyló búzamezőket, a vihartól ostromolt tengerpartokat, a közelgő vészekkel teljes idők szorongással, nyugtalansággal teli tájait.
Képei egyre több lírai mondanivalót sugalltak. Leginkább a téli megvilágítás és a viharos nyári napok témái fejezték ki az ő a tájképeiből sugárzó nagy fájdalmat. Képei talán azt a rémületet tükrözik, amelyet a holland nép átélt, hiszen az erős viharok gyakran elmosták gátjaikat, s tönkretették termőföldjeiket. Van Ruisdael mintegy érzékelteti az elemek erejének való kiszolgáltatottságot. Már az előtte járt festők is nagy jelentőséget tulajdonítottak az ég ábrázolásának, de ő volt az első, aki architektonikus eget festett, oszlopokat, boltíveket jelenített meg felhőkből építkezve, s ezekből egy párás, félelemkeltő vagy éppen reményeket ébresztő légköri tüneményeket jelenített meg.
Leghíresebb képe a Wijki szélmalom (Rijksmuseum, Amszterdam), e képen a partokat védő gátat csapkodják a tenger hullámai, egy vitorlás dermedten áll a tengerben, a gáton belül pedig a széles, termékeny alföld képe bontakozik ki előttünk, tipikus holland táj szélmalommal és emberekkel. A háttérben tornyosuló felhőkkel egy nyugtalanító tájkép áll össze, szinte érzékelteti a vihar előtti csendet.
A festőnek mintegy ötszáz képe és 10 rézkarca ismeretes. Van Ruisdael Zsidó temető című képe Goethét egy cikk írására ihlette, melynek címe: Ruisdael als Dichter, magyarul: Ruisdael, a költő
Az újabb kutatások szerint munkából nem gazdagodott meg, de nem is volt szegény, apjánál jobb anyagi körülmények között élt.  Mindössze 54 évet élt.

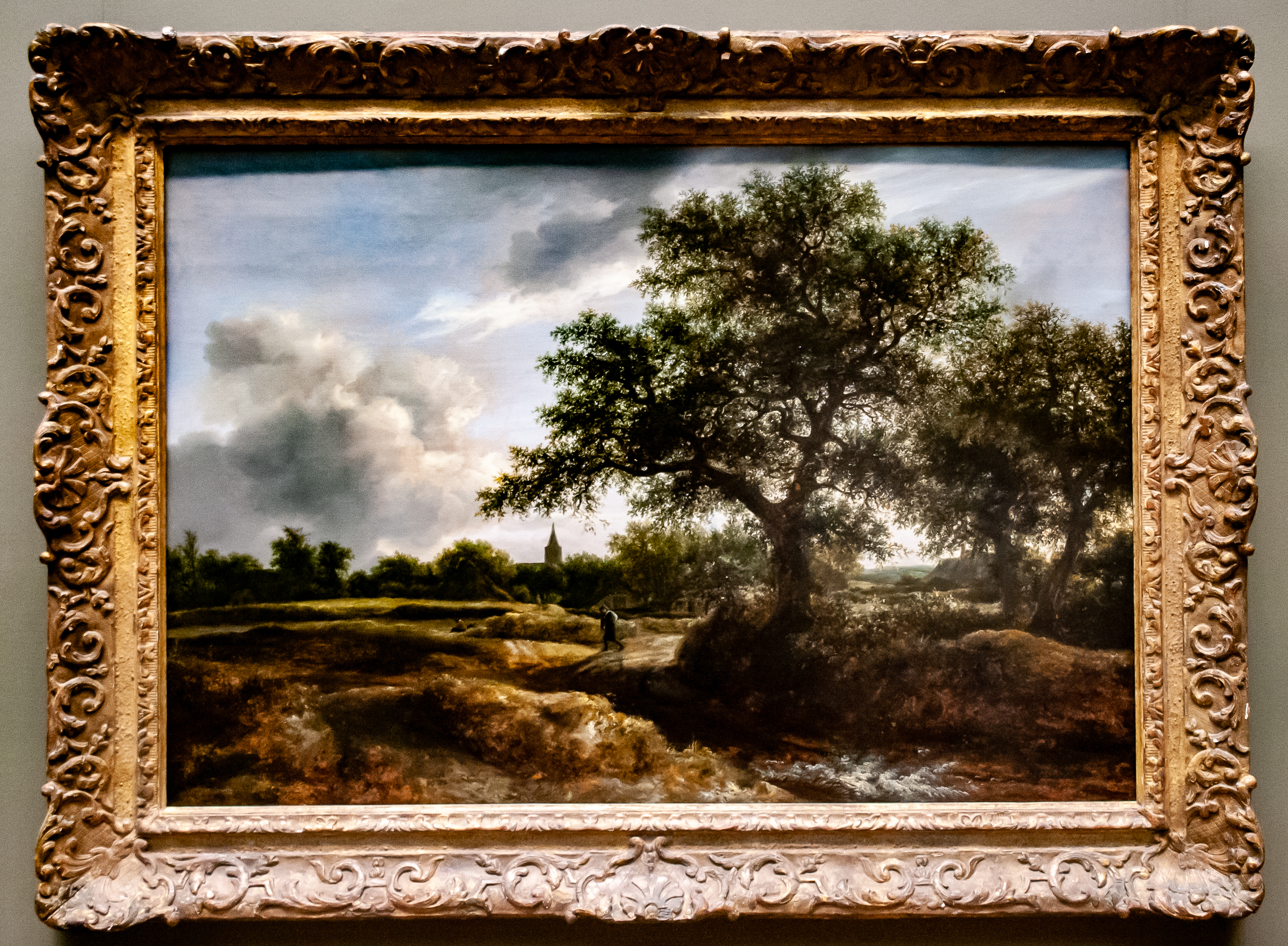
18 éves korában festett tájképe a New York-i Metropolitanben

## Képeiből
- Liget (Bécsi Szépművészeti Múzeum)
- Erdős táj (Bécsi Szépművészeti Múzeum)
- Haarlem látképe (Berlin)
- Tengerparti táj (National Gallery, London)
- Mocsár (Ermitázs, Szentpétervár)
- Havas téli táj (Rijks Múzeum, Amszterdam)
- Erdei tó (1631, Szépművészeti Múzeum, Budapest)
- Erdős táj házakkal (Szépművészeti Múzeum, Budapest)
- Amszterdami látképe (Szépművészeti Múzeum, Budapest)

## Galéria

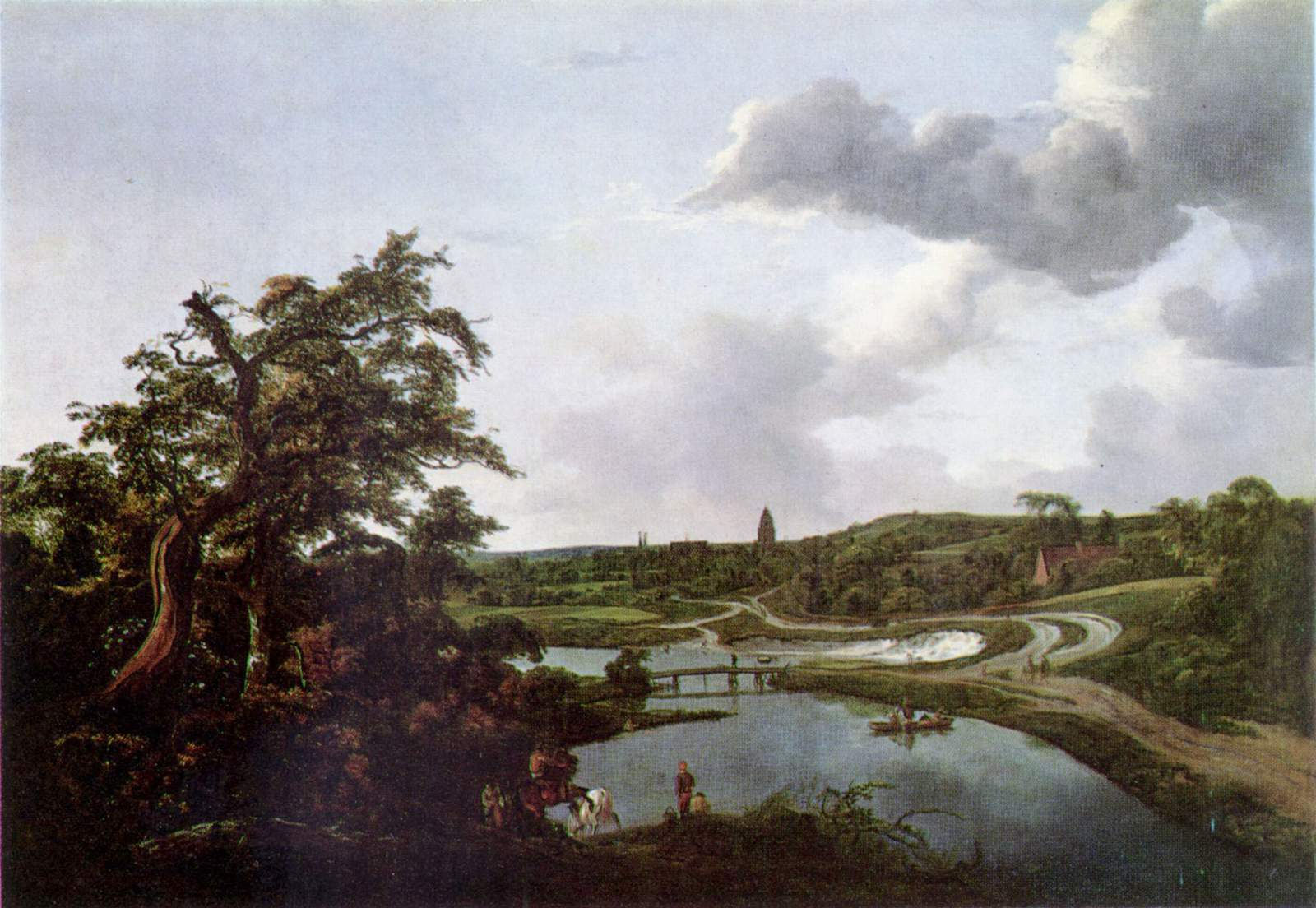
Folyópart (1649)
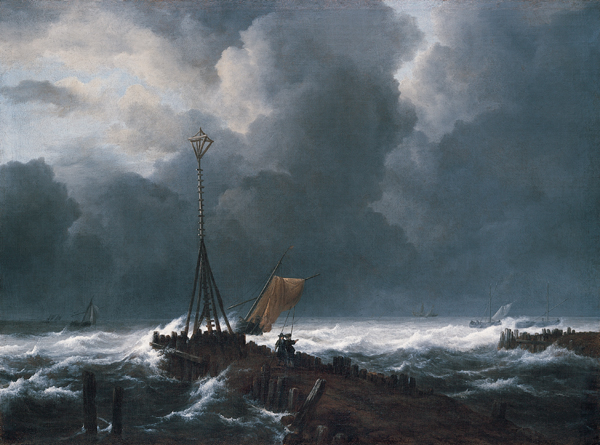
Erős vihar egy mólónál (1650 körül)
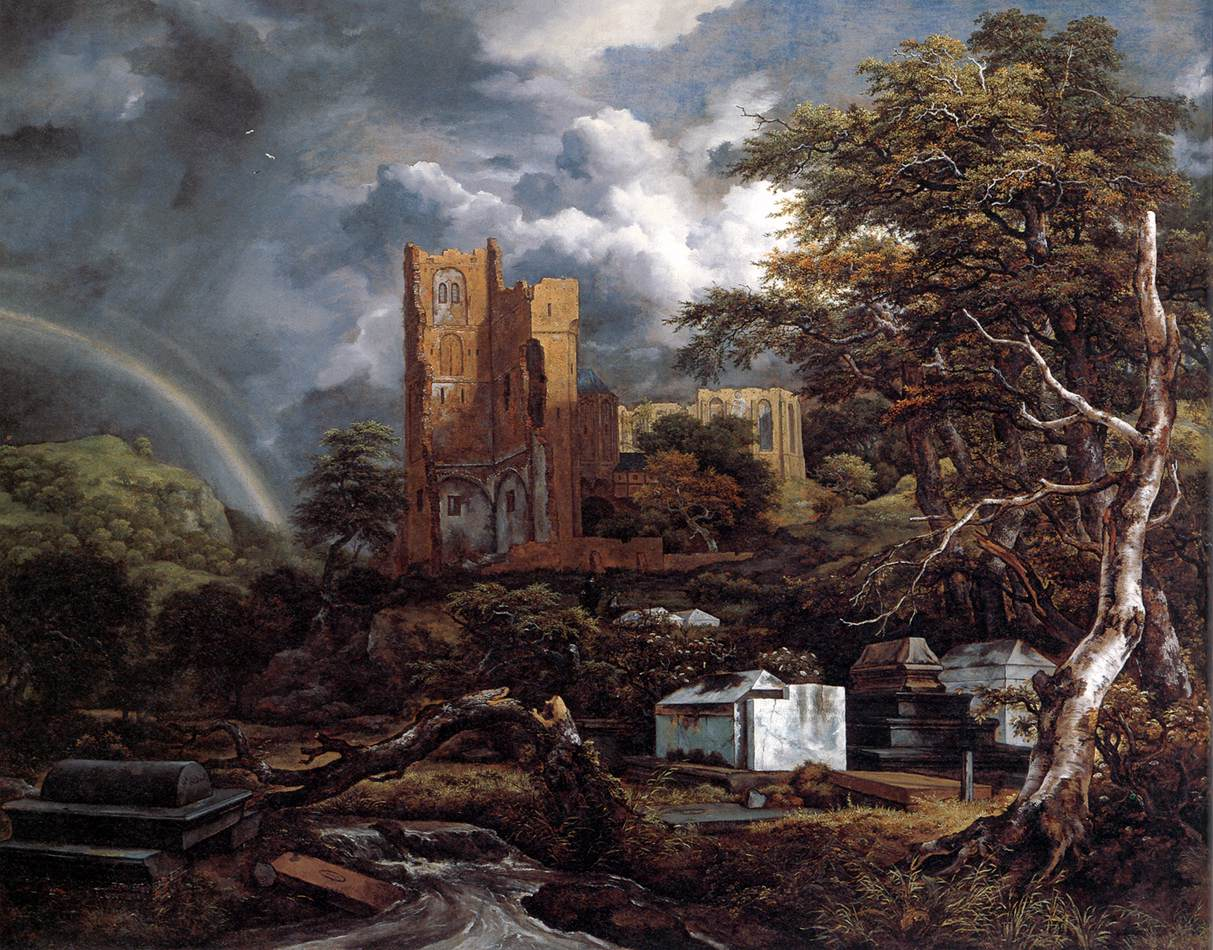
Zsidó temető (1657)
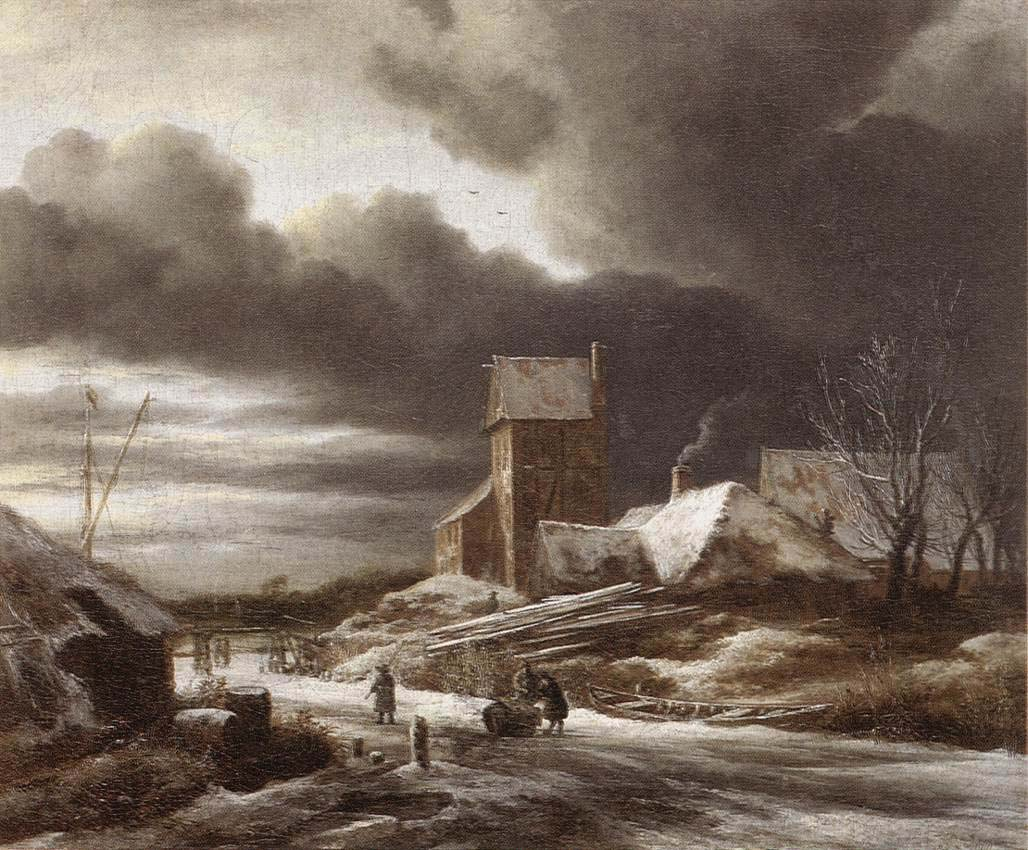
Havas téli táj (1665–1670)
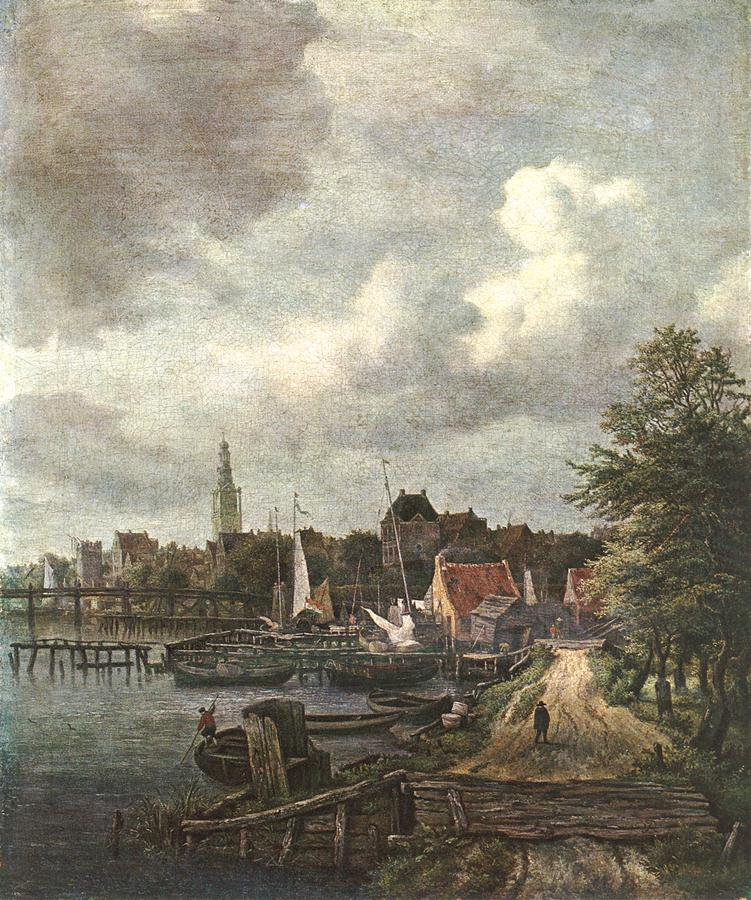
Amszterdam látképe